# Petr Kostka
Petr Kostka (n. 11 iunie 1938, Říčany, Boemia Centrală, Cehia) este un actor ceh. 
Kostka s-a născut în Říčany lângă Praga, Cehoslovacia. În 2003, a primit premiul Thalia pentru interpretarea lui Herman în Smíšené pocity.

## Filmografie
- Fetters (1961)
- Cronica unui bufon (1964)
- Zítra vstanu a opařím se čajem (1977)
- Což takhle dát si špenát (1977)
- Taina orașului (1978)
- Jára Cimrman Culcat, dormit (1983)
- Fešák Hubert (1984)
- Inženýrská odysea

## Legături externe
- 1938: Petr Kostka slaví narozeniny (televiziunea cehă)[nefuncțională]
- Petr Kostka la Internet Movie Database